# 中性子毒
中性子毒（ちゅうせいしどく、英: Neutron poison）または毒物質、毒物、ポイズン、妨害物質とは、中性子の反応断面積が大きい物質のことである。反応断面積が大きいため中性子をよく吸収し、よくも悪くも原子炉内での核分裂反応を低下させる。中性子毒により原子炉の核反応が制御される。キセノン135などの核分裂生成物は原子炉停止直後に増加するため再起動を困難にする。またホウ素10のように核反応を低下させるなどの目的のため外部から持ち込まれる物質も毒物質という。
原子炉内部で核分裂反応を持続的に引き起こすには中性子の量を一定に保つことが重要であり、このような性質を持った中性子毒は核反応にとって重要な影響を及ぼす物質となっている。